# Pointe de Penvins
La pointe de Penvins est une presqu'île de la commune de Sarzeau (Morbihan). 

## Géographie
Longue d'environ 800 m, elle s'étend du nord au sud dans le Mor braz (océan Atlantique) au niveau du village de Penvins.
Elle est bordée, à l'ouest, par la plage de Landrezac (ou grande plage de Penvins) et, à l'est, par la petite plage de Penvins.
Dans sa partie la plus étroite, la pointe mesure moins de 50 m de largeur. Elle s'élargit ensuite considérablement pour former un rectangle herbeux de 500 m sur 200 à 300 m.

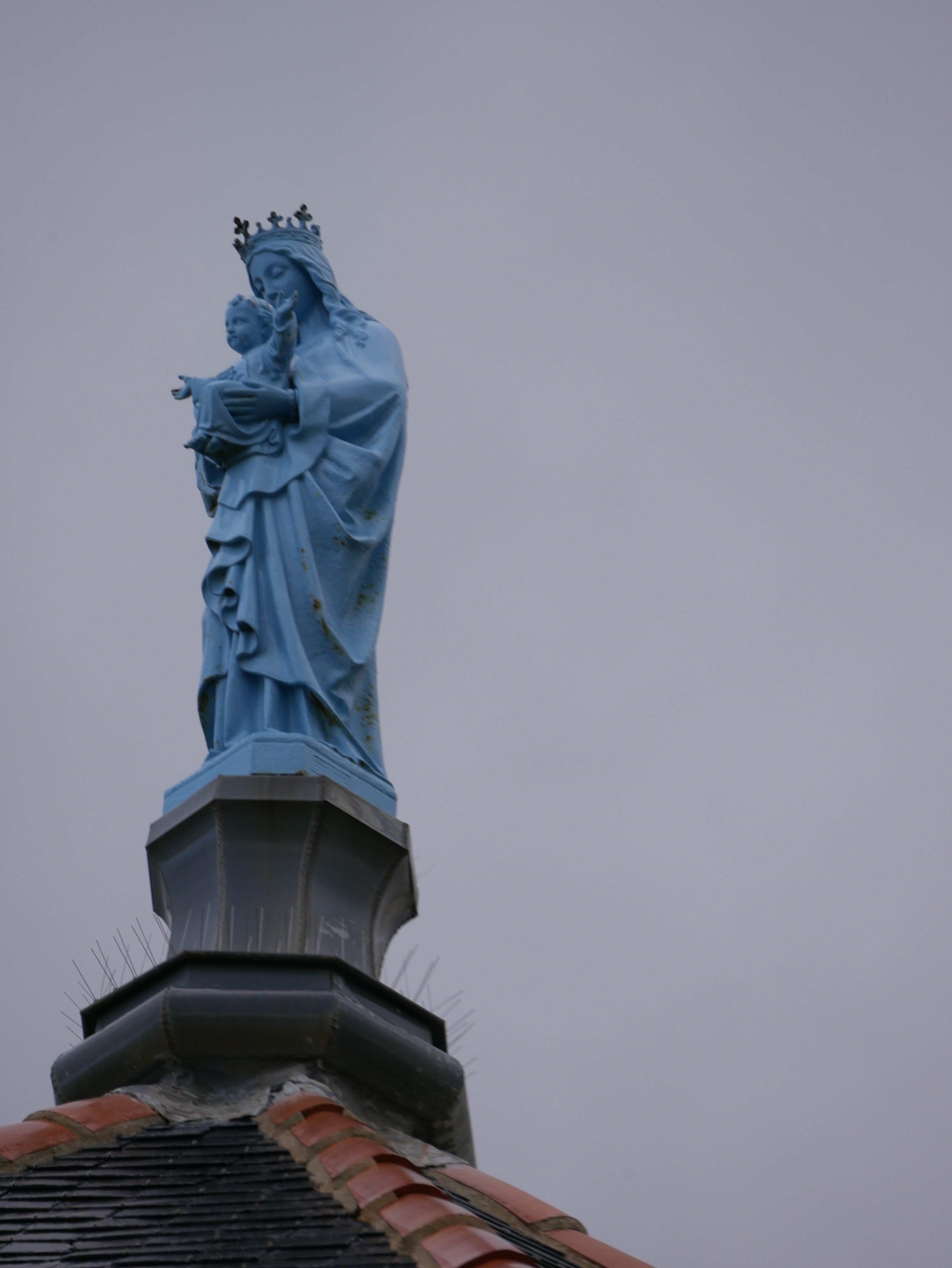
Le Sommet de la Chapelle.

## Érosion
En 87 ans, entre 1820 et 1907, la pointe de Penvins a perdu le quart de sa surface et la largeur de son isthme a été réduite des deux-tiers.
Cette érosion s'est poursuivie depuis tout au long du XXe siècle et des premières décennies du XXIe siècle, nécessitant la mise en place de mesures de protection, ainsi qu'un aménagement du site.

## Monument
La chapelle Notre-Dame-de-la-Côte est bâtie sur la pointe.

## Activités
Les activités relatives à la pointe de Penvins sont essentiellement touristiques.
- Les deux plages accueillent les baigneurs en été.
- La pointe est le site d'un festival de cerfs-volants en été.
- Un camping est aménagé à l'entrée de la pointe.
- Un centre nautique y est installé.
- La pêche à pied y est pratiquée.